# Liste der Stolpersteine in Kirchberg (Hunsrück)
Die Liste der Stolpersteine in Kirchberg (Hunsrück) enthält alle Stolpersteine, die im Rahmen des gleichnamigen Kunst-Projekts von Gunter Demnig in Kirchberg (Hunsrück) verlegt und gefunden wurden. Mit ihnen soll an Opfer des Nationalsozialismus erinnert werden, die in Kirchberg (Hunsrück) lebten und wirkten.

## Verlegte Stolpersteine
| Adresse              | Name, Inschrift | Verlegedatum  | Bild | weitere Informationen |
| -------------------- | --- | ------------- | ---- | --------------------- |
| Kappeler Straße 3 ·  | HIER WOHNTE ALFRED HAIMANN JG. 1893 DEPORTIERT 1942 IZBICA ERMORDET                                                                                  | 7. Nov. 2017  |      |                       |
| Kappeler Straße 3 ·  | HIER WOHNTE MAXIMILIAN HAIMANN JG. 1888 DEPORTIERT 1942 IZBICA ERMORDET                                                                              | 7. Nov. 2017  |      |                       |
| Kappeler Straße 3 ·  | HIER WOHNTE ELISE HAIMANN GEB. HIRSCH JG. 1894 DEPORTIERT 1942 IZBICA ERMORDET                                                                       | 7. Nov. 2017  |      |                       |
| Kappeler Straße 3 ·  | HIER WOHNTE ERNST HAIMANN JG. 1925 DEPORTIERT 1942 IZBICA ERMORDET                                                                                   | 7. Nov. 2017  |      |                       |
| Kappeler Straße 3 ·  | HIER WOHNTE EMIL HAIMANN JG. 1909 DEPORTIERT 1941 MINSK ERMORDET                                                                                     | 7. Nov. 2017  |      |                       |
| Kappeler Straße 3 ·  | HIER WOHNTE HERTA HAIMANN GEB. SÜSSMANN JG. 1907 DEPORTIERT 1941 MINSK ERMORDET                                                                      | 7. Nov. 2017  |      |                       |
| Kappeler Straße 3 ·  | HIER WOHNTE JULIUS HAIMANN JG. 1907 DEPORTIERT 1941 MINSK ERMORDET                                                                                   | 7. Nov. 2017  |      |                       |
| Kappeler Straße 3 ·  | HIER WOHNTE ILSE HAIMANN GEB. SALOMON JG. 1921 DEPORTIERT 1941 MINSK ERMORDET                                                                        | 7. Nov. 2017  |      |                       |
| Glöcknergasse 6 ·    | HIER WOHNTE SIEGMUND GERSON JG. 1875 DEPORTIERT 1941 LODZ / LITZMANNSTADT 1942 CHELMNO / KULMHOF ERMORDET MAI 1942                                   | 7. Nov. 2017  |      |                       |
| Glöcknergasse 6 ·    | HIER WOHNTE ERNST FRIEDBERG JG. 1903 DEPORTIERT 1941 LODZ / LITZMANNSTADT 1942 CHELMNO / KULMHOF ERMORDET MAI 1942                                   | 7. Nov. 2017  |      |                       |
| Glöcknergasse 6 ·    | HIER WOHNTE KURT FRIEDBERG JG. 1933 DEPORTIERT 1941 LODZ / LITZMANNSTADT 1942 CHELMNO / KULMHOF ERMORDET MAI 1942                                    | 7. Nov. 2017  |      |                       |
| Glöcknergasse 6 ·    | HIER WOHNTE META FRIEDBERG GEB. GERSON JG. 1906 DEPORTIERT 1941 LODZ / LITZMANNSTADT 1942 CHELMNO / KULMHOF ERMORDET MAI 1942                        | 7. Nov. 2017  |      |                       |
| Glöcknergasse 6 ·    | HIER WOHNTE ERNST GERSON JG. 1905 FLUCHT 1938 USA | 7. Nov. 2017  |      |                       |
| Marktplatz 8 ·       | HIER WOHNTE HEINRICH GERSON JG. 1873 FLUCHT 1938 USA                                                                                                 | 7. Nov. 2017  |      |                       |
| Marktplatz 8 ·       | HIER WOHNTE MARIANNE GERSON GEB. GOLDSCHMIDT JG. 1880 FLUCHT 1938 USA                                                                                | 7. Nov. 2017  |      |                       |
| Marktplatz 8 ·       | HIER WOHNTE KARL GERSON JG. 1910 FLUCHT 1933 HOLLAND INTERNIERT WESTERBORK DEPORTIERT 1942 AUSCHWITZ ERMORDET 30.9.1942                              | 7. Nov. 2017  |      |                       |
| Marktplatz 8 ·       | HIER WOHNTE HERTHA GERSON GEB. GOTTSCHALK JG. 1911 FLUCHT 1933 HOLLAND INTERNIERT WESTERBORK DEPORTIERT 1942 AUSCHWITZ ERMORDET 30.9.1942            | 7. Nov. 2017  |      |                       |
| Marktplatz 8 ·       | HIER WOHNTE MANFRED GERSON JG. 1914 FLUCHT 1937 USA                                                                                                  | 7. Nov. 2017  |      |                       |
| Kappeler Straße 5 ·  | HIER WOHNTE MAX HEYMANN JG. 1885 FLUCHT 1936 USA | 7. Nov. 2017  |      |                       |
| Kappeler Straße 5 ·  | HIER WOHNTE ROSA HEYMANN GEB. LIFFMANN JG. 1891 FLUCHT 1936 USA                                                                                      | 7. Nov. 2017  |      |                       |
| Kappeler Straße 5 ·  | HIER WOHNTE RUDOLF HEYMANN JG. 1923 FLUCHT 1936 USA                                                                                                  | 7. Nov. 2017  |      |                       |
| Kappeler Straße 5 ·  | HIER WOHNTE HARRY HEYMANN JG. 1926 FLUCHT 1938 USA                                                                                                   | 7. Nov. 2017  |      |                       |
| Glöcknergasse 4 ·    | HIER WOHNTE JULIUS FRANK JG. 1879 DEPORTIERT 1942 MINSK ERMORDET IN MALY TROSTINEC                                                                   | 25. Okt. 2019 |      |                       |
| Glöcknergasse 4 ·    | HIER WOHNTE EMMA FRANK GEB. GEISEL JG. 1877 GEDEMÜTIGT / ENTRECHTET TOT 27.4.1941 JÜDISCHES KRANKENHAUS KÖLN                                         | 25. Okt. 2019 |      |                       |
| Glöcknergasse 4 ·    | HIER WOHNTE RICHARD FRANK JG. 1904 DEPORTIERT 1942 MINSK ERMORDET IN MALY TROSTINEC                                                                  | 25. Okt. 2019 |      |                       |
| Glöcknergasse 4 ·    | HIER WOHNTE KAROLINE FRANK JG. 1907 DEPORTIERT 1942 MINSK ERMORDET IN MALY TROSTINEC                                                                 | 25. Okt. 2019 |      |                       |
| Hauptstraße 67 ·     | HIER WOHNTE KAROLINA MAYER GEB. MORGENTHAU JG. 1872 DEPORTIERT 1941 RIGA ERMORDET                                                                    | 25. Okt. 2019 |      |                       |
| Hauptstraße 67 ·     | HIER WOHNTE SIEGMUND MAYER JG. 1895 DEPORTIERT 1941 RIGA ERMORDET                                                                                    | 25. Okt. 2019 |      |                       |
| Hauptstraße 67 ·     | HIER WOHNTE DINA MAYER JG. 1901 FLUCHT USA | 25. Okt. 2019 |      |                       |
| Hauptstraße 67 ·     | HIER WOHNTE JAKOB MAYER JG. 1907 DEPORTIERT 1941 LODZ / LITZMANNSTADT ERMORDET 22.1.1942                                                             | 25. Okt. 2019 |      |                       |
| Hauptstraße 67 ·     | HIER WOHNTE JEANNETTE MAYER GEB. WOLF JG. 1903 DEPORTIERT 1941 RIGA ERMORDET                                                                         | 25. Okt. 2019 |      |                       |
| Hauptstraße 67 ·     | HIER WOHNTE BETTINA MAYER JG. 1927 DEPORTIERT 1941 RIGA ERMORDET                                                                                     | 25. Okt. 2019 |      |                       |
| Hauptstraße 67 ·     | HIER WOHNTE ALBERT MAYER JG. 1930 DEPORTIERT 1941 RIGA ERMORDET                                                                                      | 25. Okt. 2019 |      |                       |
| Simmerner Straße 3 · | HIER WOHNTE ISIDOR FRANK JG. 1876 DEPORTIERT 1942 THERESIENSTADT 1942 TREBLINKA ERMORDET                                                             | 25. Okt. 2019 |      |                       |
| Simmerner Straße 3 · | HIER WOHNTE KATHARINA FRANK GEB. HANAUER JG. 1871 DEPORTIERT 1942 THERESIENSTADT 1942 TREBLINKA ERMORDET                                             | 25. Okt. 2019 |      |                       |
| Simmerner Straße 3 · | HIER WOHNTE JAKOB FRANK JG. 1901 ´SCHUTZHAFT´ 1938 DACHAU FLUCHT 1939 HOLLAND BELGIEN INTERNIERT DRANCY DEPORTIERT 1942 AUSCHWITZ ERMORDET 14.9.1942 | 25. Okt. 2019 |      |                       |
| Simmerner Straße 3 · | HIER WOHNTE WILHELM FRANK JG. 1903 FLUCHT 1939 HOLLAND USA                                                                                           | 25. Okt. 2019 |      |                       |
| Simmerner Straße 3 · | HIER WOHNTE ROSINE RATTENBACH GEB. FRANK JG. 1911 FLUCHT 1939 HOLLAND INTERNIERT WESTERBORK DEPORTIERT 1942 AUSCHWITZ ERMORDET 30.9.1942             | 25. Okt. 2019 |      |                       |
| Simmerner Straße 3 · | HIER WOHNTE SAMUEL RATTENBACH JG. 1911 FLUCHT 1939 HOLLAND INTERNIERT WESTERBORK DEPORTIERT 1942 AUSCHWITZ ERMORDET 19.8.1942                        | 25. Okt. 2019 |      |                       |
| Simmerner Straße 3 · | HIER WOHNTE ROSA KUSSEL JG. 1878 DEPORTIERT 1941 LODZ / LITZMANNSTADT 1942 CHELMNO / KULMHOF ERMORDET MAI 1942                                       | 25. Okt. 2019 |      |                       |
| Rathausgasse 7 ·     | HIER WOHNTE JULIUS HIRSCH JG. 1871 DEPORTIERT 1942 THERESIENSTADT ERMORDET 9.9.1944                                                                  | 25. Okt. 2019 |      |                       |
| Rathausgasse 7 ·     | HIER WOHNTE SARAH HIRSCH GEB. BACHMANN JG. 1871 INTERNIERT KÖLN-MÜNGERSDORF TOT 28.10.1942                                                           | 25. Okt. 2019 |      |                       |
| Rathausgasse 7 ·     | HIER WOHNTE JOHANNA HIRSCH JG. 1901 FLUCHT HOLLAND INTERNIERT WESTERBORK DEPORTIERT 1943 AUSCHWITZ ERMORDET 24.9.1943                                | 25. Okt. 2019 |      |                       |
| Rathausgasse 7 ·     | HIER WOHNTE ADOLF HIRSCH JG. 1902 SCHICKSAL UNBEKANNT                                                                                                | 25. Okt. 2019 |      |                       |
| Rathausgasse 7 ·     | HIER WOHNTE GUSTAV HIRSCH JG. 1903 ´SCHUTZHAFT´ 1938 SACHSENHAUSEN DEPORTIERT 1941 RIGA ERMORDET                                                     | 25. Okt. 2019 |      |                       |
| Rathausgasse 7 ·     | HIER WOHNTE KLARA HIRSCH JG. 1904 DEPORTIERT 1943 ERMORDET IN AUSCHWITZ                                                                              | 25. Okt. 2019 |      |                       |